# Emma Suárez
Emma Suárez Bodelón (Madrid, 25 giugno 1964) è un'attrice spagnola.

## Biografia
Affacciatasi alla recitazione all'età di 14 anni, Emma Suárez ha iniziato la carriera da attrice professionista nel 1982 interpretando una parte all'interno dell'opera teatrale Il cimitero degli uccelli di Antonio Gala. Formandosi da attrice autodidatta, inizia a lavorare con registi famosi quali José Luis Garci (Sesión continua), José Luis Borau (Tata mía) e con nuovi talenti come Isabel Coixet (Troppo vecchio per morire giovane).
Comincia quindi ad essere accolta dalla critica come giovane promessa e nel 1989 interpreta il suo primo ruolo da protagonista nel film La bianca colomba, diretto da Juan Miñón, recitando insieme a Francisco Rabal e Antonio Banderas. Diventa celebre durante gli anni 1990 recitando in una serie di film diretti da Julio Medem e da Pilar Miró, formando un sodalizio artistico con l'attore Carmelo Gómez. Nel 1997 ha vinto il Premio Goya con il film Il cane dell'ortolano di Pilar Miró, oltre ad avere vinto anche il premio Fotogrammi d'argento.
Nel 1997 torna in televisione con la serie Caro maestro (Querido maestro), mentre dal 2000 ricomincia a dedicarsi più assiduamente al teatro mostrandosi maggiormente selettiva riguardo ai progetti cinematografici. Nel 2016 ha interpretato il ruolo della protagonista nel film Julieta, diretto da Pedro Almodóvar e presentato in concorso al Festival di Cannes 2016.

### Vita privata
Emma Suárez è stata sposata con il regista Juan Estelrich Jr. dal quale, nel 1992, ha avuto il figlio Juan. Finita nel 1997 la loro relazione, si è poi unita al musicista Andy Chango con cui ha avuto nel 2005 la figlia Ada Marta.

## Filmografia

### Cinema
- Memorias de Leticia Valle, regia di Miguel Ángel Rivas (1980)
- 1919: Crónica del alba, regia di Antonio Betancor (1983)
- Sesión continua, regia di José Luis Garci (1984)
- El jardín secreto, regia di Carlos Suárez (1984)
- Marbella, un golpe de cinco estrellas, regia di Miguel Hermoso (1985)
- Hierro dulce, regia di Francisco Rodríguez (1985)
- Tata mía, regia di José Luis Borau (1986)
- Oficio de muchachos, regia di Carlos Romero Marchent (1986)
- En penumbra, regia di José Luis Lozano (1987)
- Troppo vecchio per morire giovane (Demasiado viejo para morir joven), regia di Isabel Coixet (1988)
- La luna negra, regia di Imanol Uribe (1989)
- La bianca colomba (La blanca paloma), regia di Juan Miñón (1989)
- Il vento del desiderio (Contra el viento), regia di Paco Periñán (1990)
- A solas contigo, regia di Eduardo Campoy (1990)
- Tramontana, regia di Carlos Pérez Ferré (1991)
- La vida láctea, regia di Juan Estelrich Jr. (1992)
- Orquesta Club Virginia, regia di Manuel Iborra (1992)
- Vacas, regia di Julio Medem (1992)
- La ardilla roja, regia di Julio Medem (1993)
- Enciende mi pasión, regia di José Miguel Ganga (1994)
- Una casa en las afueras, regia di Pedro Costa (1995)
- Pintadas, regia di Juan Estelrich Jr. (1996)
- Tierra, regia di Julio Medem (1996)
- Il cane dell'ortolano (El perro del hortelano), regia di Pilar Miró (1996)
- Tu nombre envenena mis sueños, regia di Pilar Miró (1996)
- Colpo di stadio (Golpe de estadio), regia di Sergio Cabrera (1998)
- La ciudad de los prodigios, regia di Mario Camus (1999)
- Sobreviviré, regia di Alfonso Albacete e David Menkes (1999)
- Besos para todos, regia di Jaime Chávarri (2000)
- Visionarios regia di Manuel Gutiérrez Aragón (2001)
- Dama de Porto Pim, regia di José Antonio Salgot (2001)
- El caballero Don Quijote, regia di Manuel Gutiérrez Aragón (2002)
- Sansa, regia di Siegfried (2003)
- Horas de luz, regia di Manuel Matji (2004)
- Bajo las estrellas, regia di Félix Viscarret (2007)
- Todos los días son tuyos, regia di José Luis Gutiérrez Arias (2007)
- Óscar. Una pasión surrealista, regia di Lucas Fernández (2008)
- La casa de mi padre, regia di Gorka Merchán (2008)
- Héroes, regia di Pau Freixas (2010)
- La mosquitera, regia di Agustí Vila (2010)
- ¿Para qué sirve un oso?, regia di Tom Fernández (2011)
- Área de descanso, regia di Michael Aguilo (2011)
- Buscando a Eimish, regia di Ana Rodríguez Rosell (2012)
- Murieron por encima de sus posibilidades, regia di Isaki Lacuesta (2014)
- Novatos, regia di Pablo Aragüés (2015)
- La prossima pelle (La propera pell), regia di Isa Campo e Isaki Lacuesta (2016)
- Julieta, regia di Pedro Almodóvar (2016)
- Las hijas de Abril, regia di Michel Franco (2017)
- 70 Binladens - Le iene di Bilbao (70 Binladens), regia di Koldo Serra (2018)

### Televisione
- Fragmentos de interior (1984)
- Tristeza de amor (1986)
- Blancaflor, la hija del diablo (film TV), regia di Jesus García de Dueñas (1988)
- La mujer de tu vida 2, episodio La mujer gafe (1994)
- Caro maestro (Querido maestro) (1997-98)
- El pantano (2003)
- Cuéntame cómo pasó (2004)
- Hospital Central (2007)
- Cazadores de hombres (2008)
- Mi querido Klikowsky (2010)
- Vuelo IL 8714 (2010)
- Sofía (2011)
- La zona (2017)

## Teatro

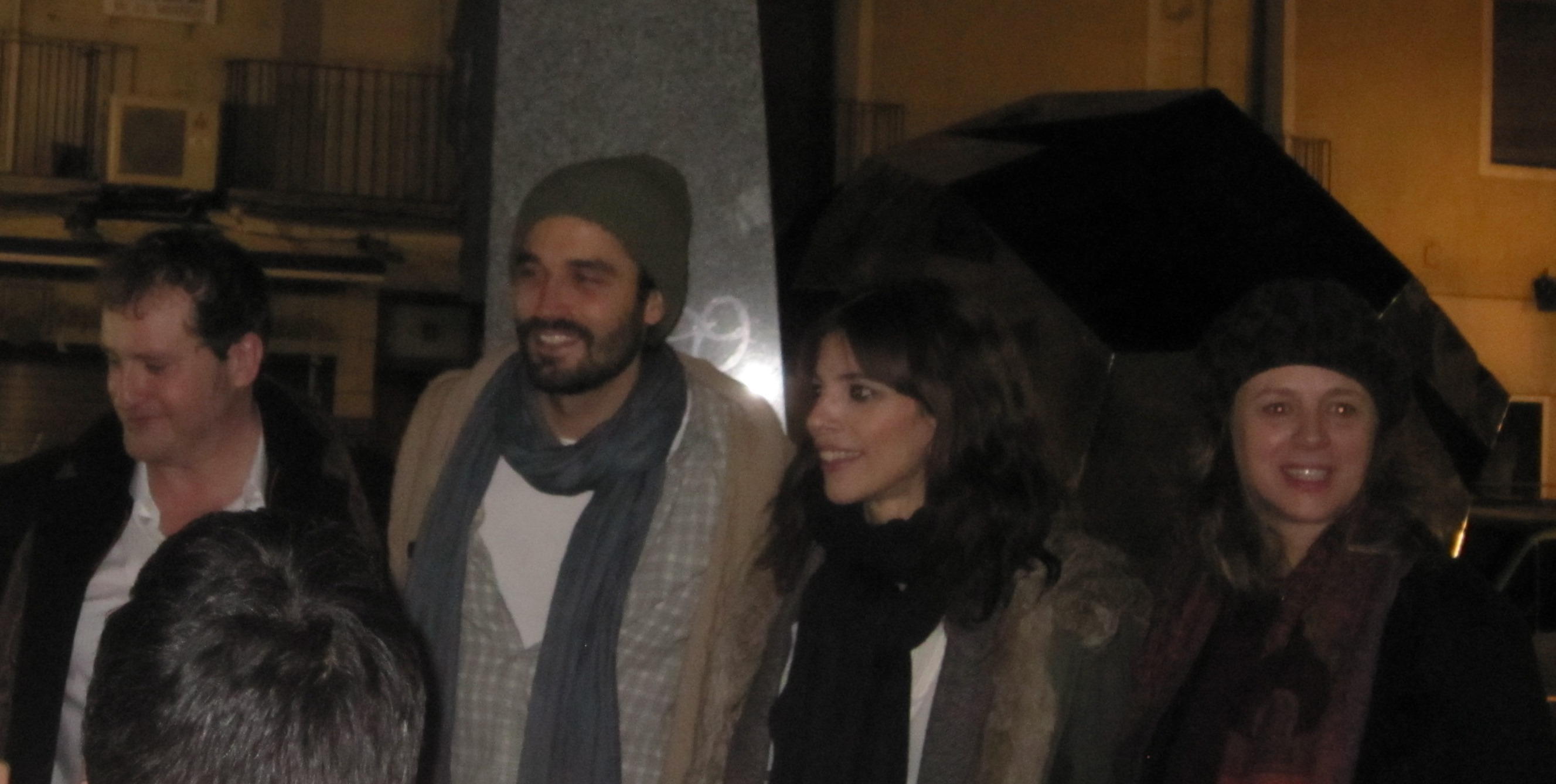
Emma Suárez (a destra nella foto) con gli altri protagonisti di Los hijos de Kennedy

- El cementerio de los pájaros (1982-83)
- Bajarse al moro (1985-86)
- La Chunga (1987)
- Le serve (2002)
- Proserpina, Perséfone (2004)
- Il lutto si addice ad Elettra (2005-06)
- Zio Vanja (2008)
- Antigone (2011)
- Calpurnia (2011)
- La avería (2011-12)
- Vecchi tempi (2012)
- Deseo (2013)
- Los hijos de Kennedy (2013-14)

## Riconoscimenti
- Premio ADIRCAE (Asamblea de Directores, Realizadores Cinematográficos y Audiovisuales Españoles)
  - 1990: Miglior attrice (La bianca colomba)

- Medaglia Círculo de Escritores Cinematográficos
  - 1993: Miglior attrice (Orquesta Club Virginia)
  - 2005: Miglior attrice (Horas de luz) – Nomination

- Fotogrammi d'argento
  - 1991: Miglior attrice cinematografica (La bianca colomba, Il vento del desiderio, La luna negra, A solas contigo) – Nomination
  - 1994: Miglior attrice cinematografica (La ardilla roja) – Nomination
  - 1997: Miglior attrice televisiva (Tierra, Tu nombre envenena mis sueños, Il cane dell'ortolano)
  - 1998: Miglior attrice televisiva (Caro maestro) – Nomination

- Premio Gaudí
  - 2011: Miglior attrice protagonista (La mosquitera) – Nomination
  - 2017: Miglior attrice protagonista (La prossima pelle)

- Premio Goya
  - 1994: Miglior attrice protagonista (La ardilla roja) – Nomination
  - 1997: Miglior attrice protagonista (Il cane dell'ortolano)
  - 2008: Miglior attrice protagonista (Bajo las estrellas) – Nomination
  - 2011: Miglior attrice protagonista (La mosquitera) – Nomination
  - 2017: Migliore attrice protagonista (Julieta)
  - 2017: Migliore attrice non protagonista (La prossima pelle)
- Premios Cinematográficos José María Forqué
  - 2011: Miglior attrice (La mosquitera)

- Festival de Cine de Málaga
  - 2016: Biznaga d'argento come miglior attrice (La prossima pelle)

- Premios Ondas
  - 1996: Miglior attrice (Tierra e Tu nombre envenena mis sueños)

- Premios Sant Jordi de Cinematografía
  - 1990: Miglior attrice spagnola (La bianca colomba)
  - 1994: Miglior attrice spagnola (La ardilla roja)

- Premios de la Unión de Actores
  - 1994: Miglior protagonista cinematografica (La ardilla roja)
  - 1997: Miglior protagonista cinematografica (Il cane dell'ortolano) – Nomination
  - 1998: Miglior protagonista televisiva (Caro maestro)

- Premios Turia
  - 1994: Miglior attrice (La ardilla roja)
  - 2005: Premio speciale per l'interpretazione (Horas de luz)

- Semana Internacional de Cine de Valladolid
  - 2010: Miglior attrice (La mosquitera)

- Premio Zapping
  - 2009: Miglior attrice (Cazadores de hombres)

## Doppiatrici italiane
Nelle versioni in italiano delle opere in cui ha recitato, Emma Suárez è stata doppiata da:
- Chiara Colizzi in La prossima pelle, Julieta
- Sabrina Duranti ne Il cane dell'ortolano
- Roberta Pellini in Regina rossa